# Faggeto Lario
Faggeto Lario (Fasgee in dialetto comasco, AFI: /faˈʒeː/) è un comune italiano sparso di 1 094 abitanti della provincia di Como in Lombardia.
Il comune è formato dalle frazioni di Riva (sulla sponda del Lago di Como) e dalle montane Molina, Lemna (sede comunale) e Palanzo. Queste ultime tre frazioni erano collegate tra loro già in epoca medievale dalla Strada Regia, che da Brunate conduceva fino a Bellagio passando a mezza costa.

## Storia
Il comune di Faggeto Lario venne creato nel 1928 dalla fusione dei comuni di Molina e Palanzo nel comune di Lemna, attestato come "comune de Ripalempna" già nel 1335.
In precedenza, un decreto di riorganizzazione amministrativa del Regno d'Italia napoleonico datato 1807 aveva sancito l'annessione di Molina al comune di Torno, mentre le comunità di Lemna e Palanzo (con quest'ultima a costituire un possedimento dell'arcidiocesi di Milano fino al 1240) erano state aggregate al comune di Pognana. La decisione fu tuttavia annullata dalla Restaurazione.
Nella notte tra il 16 e il ottobre 1863, una frana travolse una serie di abitazioni situate in località Riva di Lemna, provocando trentacinque vittime.

### Simboli
Lo stemma e il gonfalone sono stati concessi con DPR n. 361 del 14 gennaio 1989.
I faggi richiamo il nome del paese. Le stelle rappresentano gli abitati di Palanzo, Lemna e Molina dalla cui fusione è nato il Comune di Faggeto Lario, mentre le tre vette rappresentano le montagne che lo sovrastano: il Palanzone, il Pizzo dell'Asino e il Bollettone.
Il gonfalone è un drappo troncato d'azzurro e di rosso.

## Monumenti e luoghi d'interesse

### Architetture religiose
A Lemna si trova la chiesa di San Giorgio, che rivela nella parte inferiore del campanile un'origine romanica. All'interno della chiesa spiccano alcuni dipinti attribuiti ad Andrea Pozzo.

In Riva si trova la Chiesa di San Giuseppe, situata poco distante dall'orrido di Faggeto.

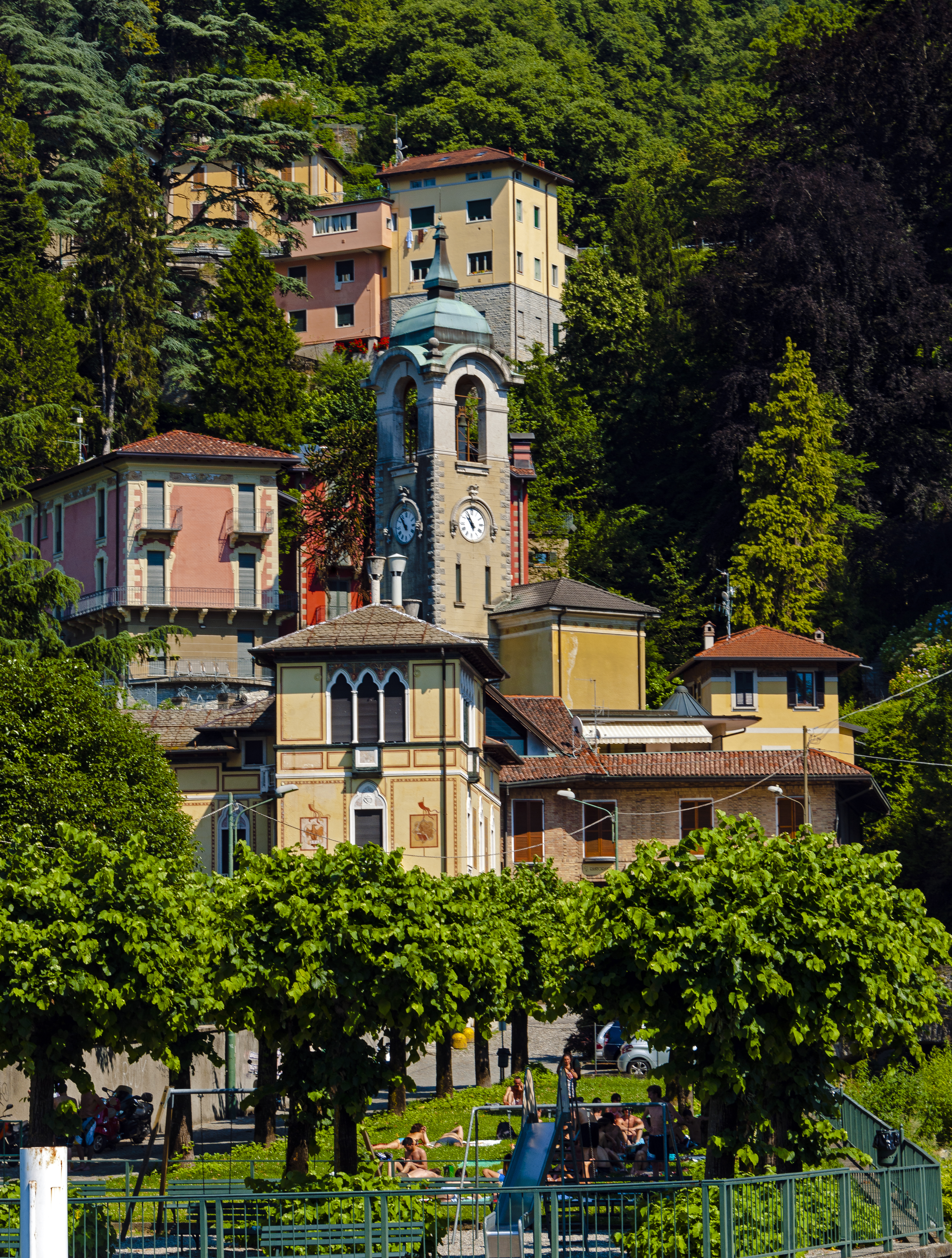
Frazione Riva: dintorni della chiesa di San Giuseppe

#### A Molina
- Chiesa di Santa Margherita,[21] già parrocchiale,[17] dotata di campanile romanico databile alla fine del Mille[17].
- Chiesa di Sant’Antonio Abate,[17][22] ricostruita nel XVII secolo sulla base di una precedente chiesa romanica[23].

#### A Palanzo
- Chiesa di Sant'Ambrogio[24].
- Chiesa del Soldo[25].

### Aree naturali e siti archeologici
- Orrido di Molina[26]
- Resti del castello di Palanzo[27] e della relativa torre di avvistamento (nella parte alta dell'abitato)[23]
- Due massi avelli a Lemna: uno, in centro paese, convertito in vasca di fontana; l'altro, accidentalmente rovinato da un cantiere, in un campo.[28]
- Grotta Guglielmo, riservata a speologi esperti[23]

## Società

### Evoluzione demografica
Abitanti censiti

## Amministrazione
La sindaca di Faggeto Lario è Angela Molinari, eletta nel 2019.

## Galleria d'immagini

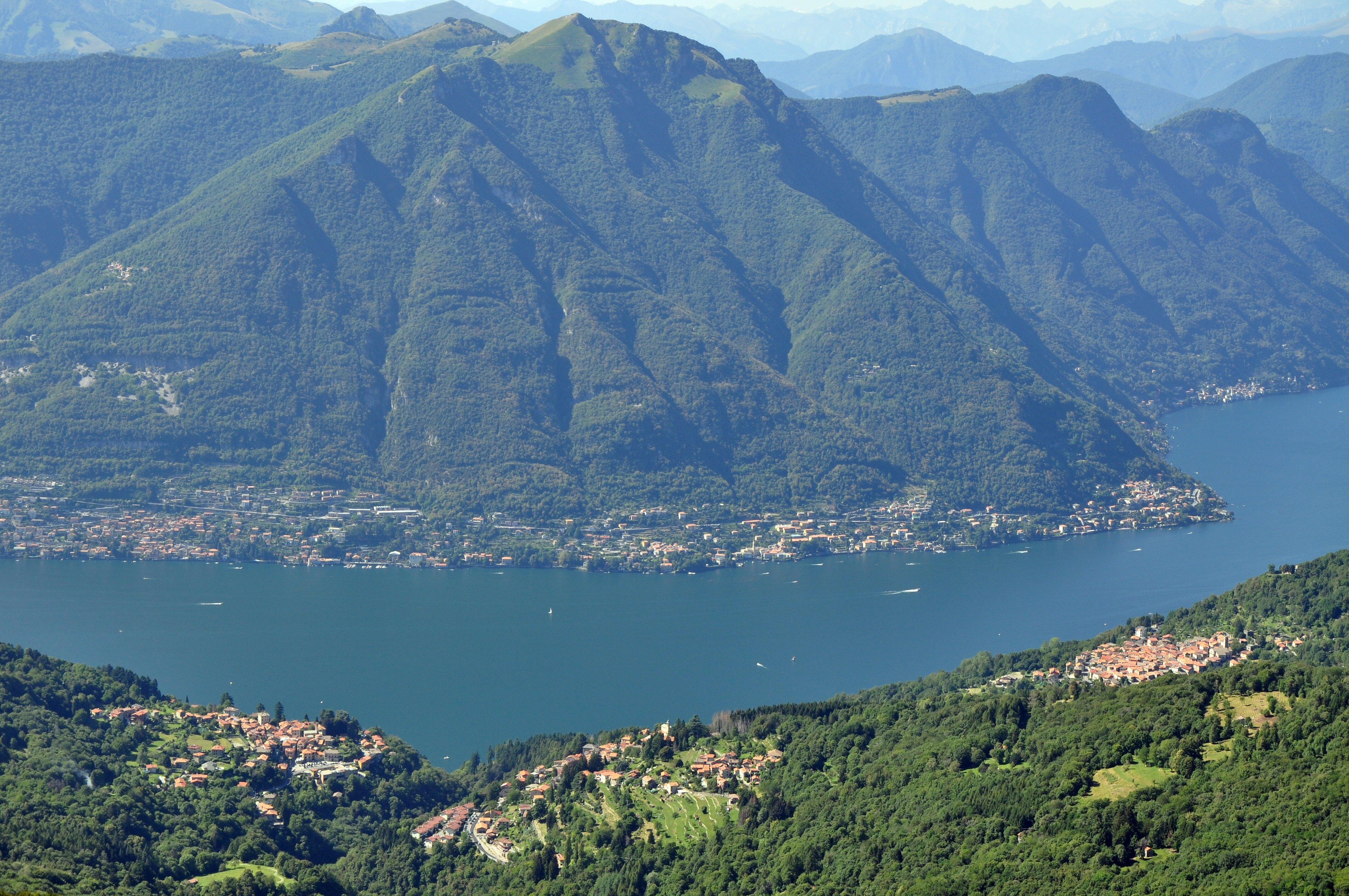
Da sinistra: Molina, Lemna e Palanzo viste dal monte Bollettone; Sullo sfondo, la sponda occidentale del lago di Como
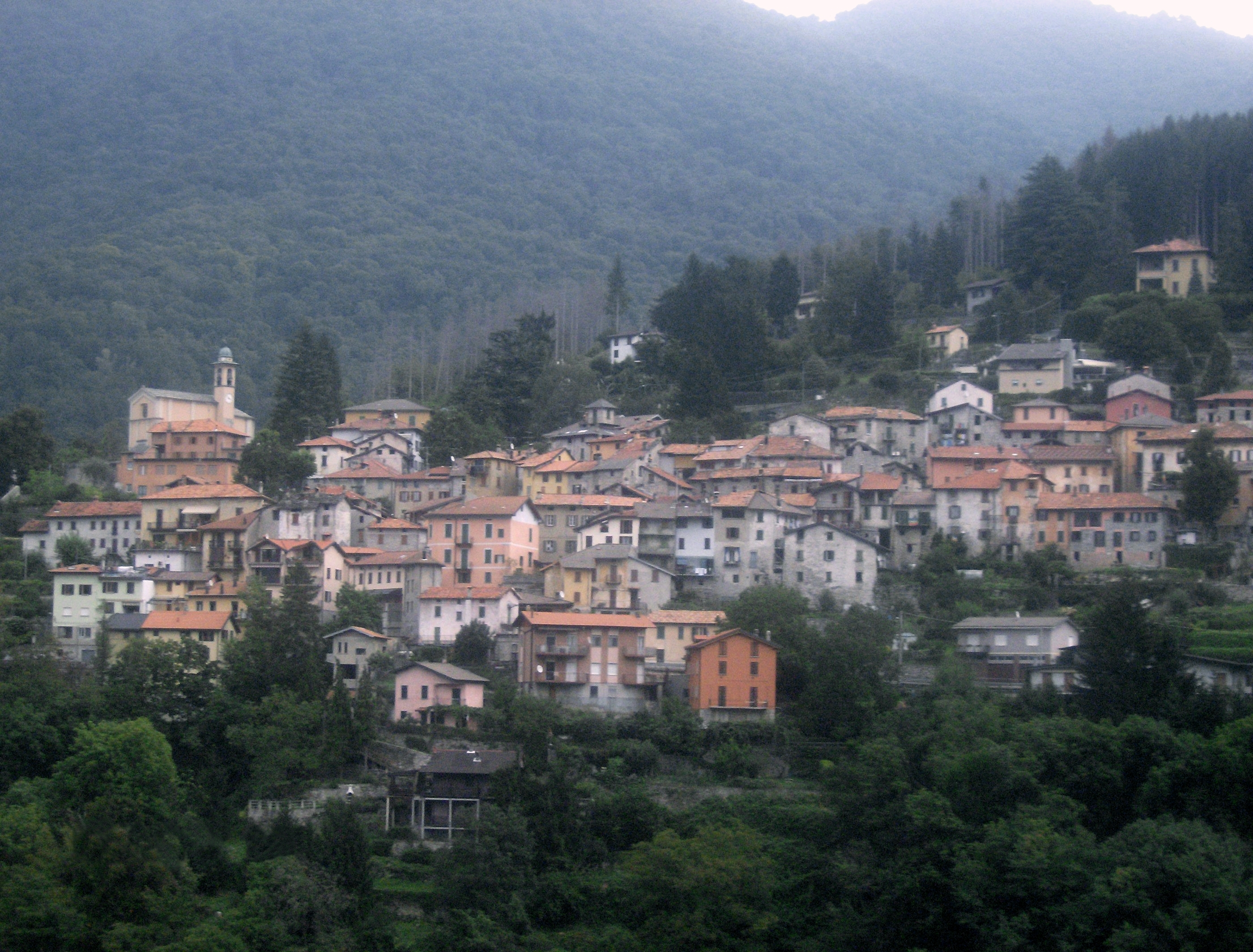
Lemna
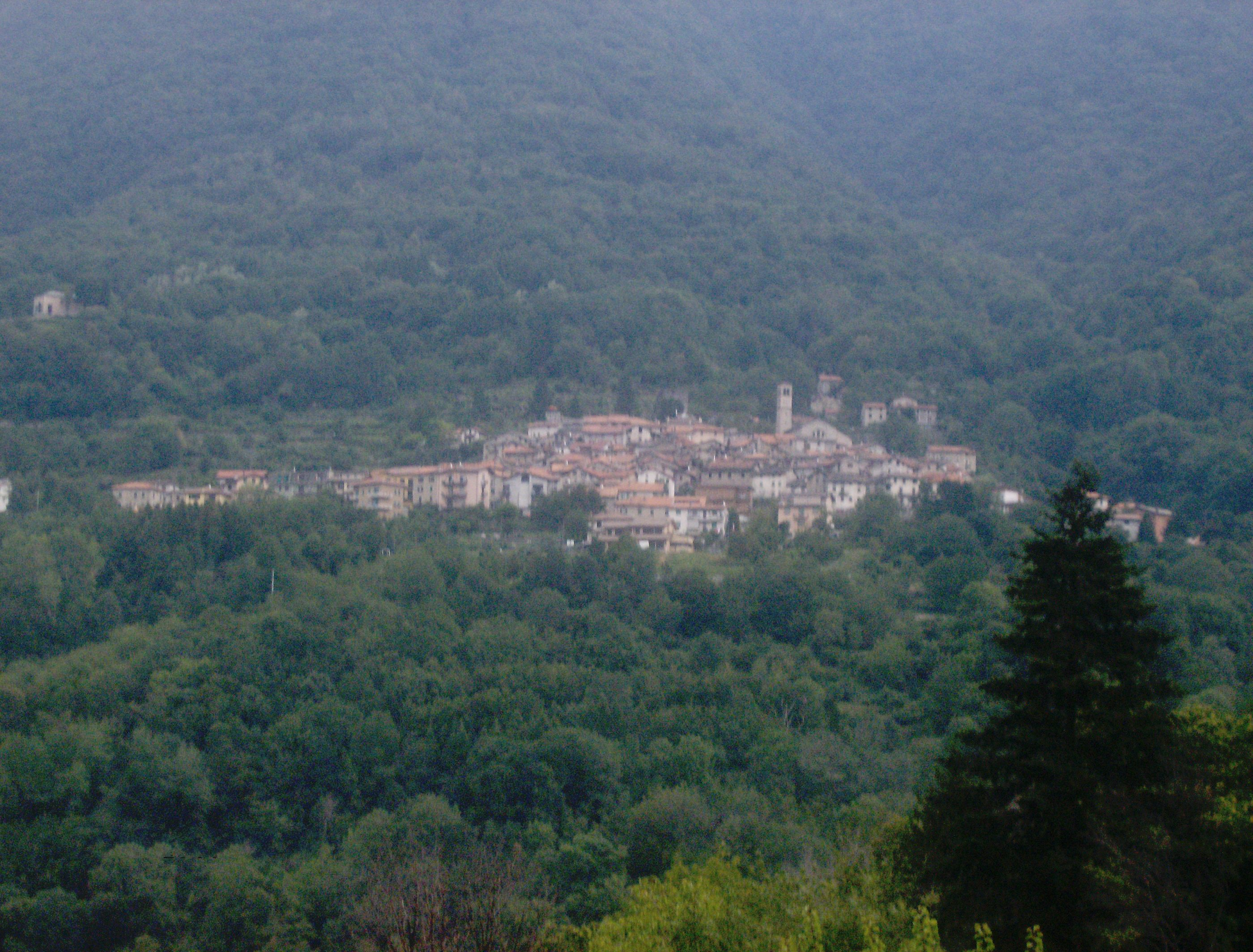
Palanzo
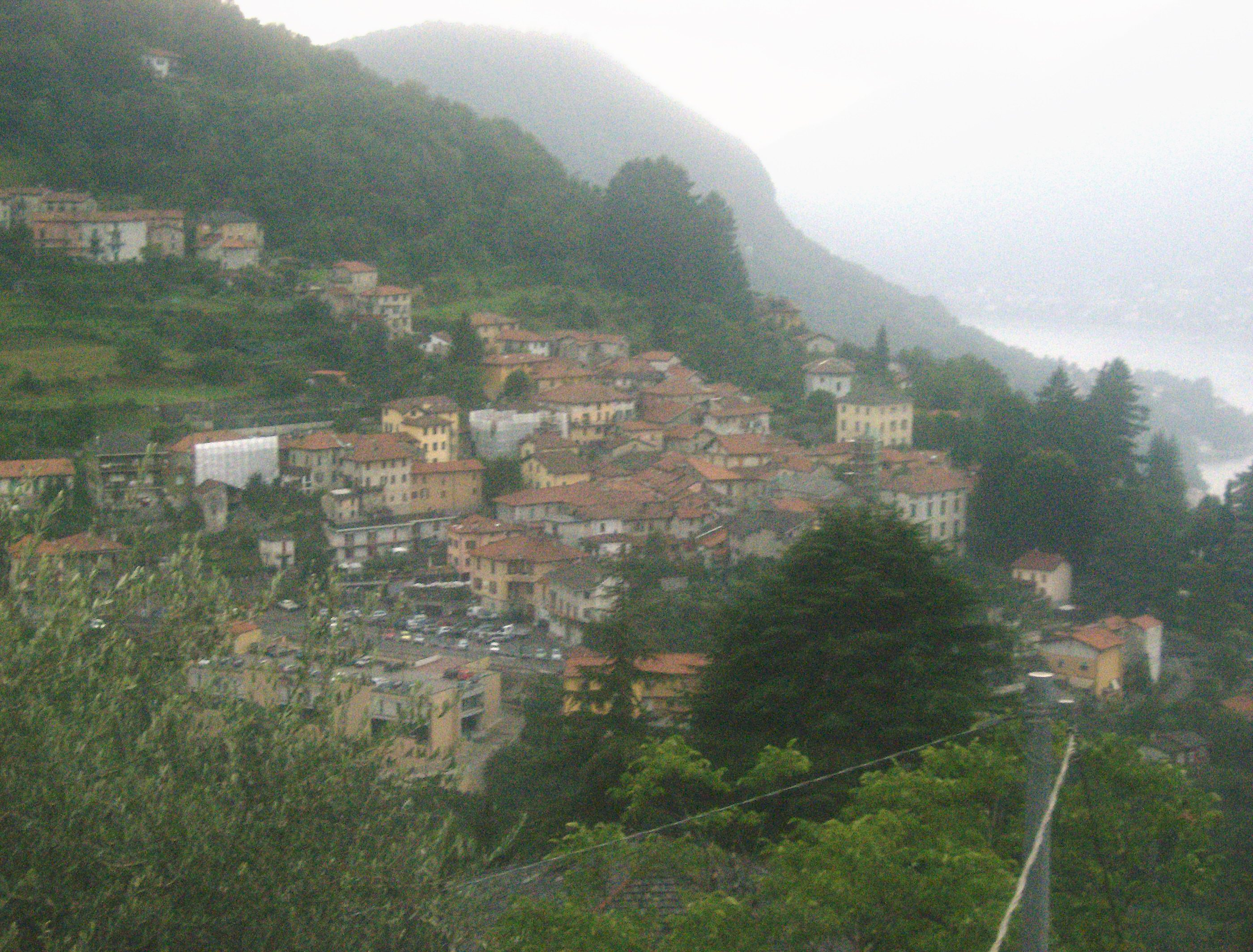
Molina

### Esplicative
1. ↑  Per il dialetto comasco, si utilizza l'ortografia ticinese, introdotta a partire dal 1969 dall'associazione culturale Famiglia Comasca nei vocabolari, nei documenti e nella produzione letteraria.

### Bibliografiche
1. 1 2   Bilancio demografico mensile anno 2025 (dati provvisori), su demo.istat.it, ISTAT.
2. ↑   Classificazione sismica (XLS), su rischi.protezionecivile.gov.it.
3. ↑   Tabella dei gradi/giorno dei Comuni italiani raggruppati per Regione e Provincia (PDF), in Legge 26 agosto 1993, n. 412, allegato A, Agenzia nazionale per le nuove tecnologie, l'energia e lo sviluppo economico sostenibile, 1º marzo 2011,  p. 151. URL consultato il 25 aprile 2012 (archiviato dall'url originale il 1º gennaio 2017).
4. ↑   AA. VV., Dizionario di toponomastica. Storia e significato dei nomi geografici italiani., Milano, Garzanti, 1996,  p. 264, ISBN 88-11-30500-4.
5. ↑   Comune di Faggeto Lario, 1928 - [1971] – Istituzioni storiche – Lombardia Beni Culturali, su lombardiabeniculturali.it. URL consultato l'11 maggio 2020.
6. ↑   Comune di Lemna, sec. XIV - 1757 – Istituzioni storiche – Lombardia Beni Culturali, su lombardiabeniculturali.it. URL consultato l'11 maggio 2020.
7. ↑   Comune di Molina, 1798 - 1809 – Istituzioni storiche – Lombardia Beni Culturali, su lombardiabeniculturali.it. URL consultato l'11 maggio 2020.
8. ↑  Zastrow, p. 25.
9. ↑   Comune di Pognana, 1798 - 1815 – Istituzioni storiche – Lombardia Beni Culturali, su lombardiabeniculturali.it. URL consultato l'11 maggio 2020.
10. ↑   Comune di Palanzo, 1816 - 1859 – Istituzioni storiche – Lombardia Beni Culturali, su lombardiabeniculturali.it. URL consultato l'11 maggio 2020.
11. ↑   Comune di Lemna, 1816 - 1859 – Istituzioni storiche – Lombardia Beni Culturali, su lombardiabeniculturali.it. URL consultato l'11 maggio 2020.
12. ↑  Molina
13. ↑  Berra, pp. 110-111.
14. ↑   Faggeto Lario, su Archivio Centrale dello Stato. URL consultato il 21 luglio 2023.
15. ↑   Statuto del Comune di Faggeto Lario (PDF),  art. 6 , c. 1, Stemma e gonfalone.
16. ↑   Chiesa di S. Giorgio - complesso, Piazza San Giorgio - Faggeto Lario (CO) – Architetture – Lombardia Beni Culturali, su lombardiabeniculturali.it. URL consultato il 22 marzo 2020.
17. 1 2 3 4 5   RomaniCOMO, su romanicomo.it. URL consultato il 22 marzo 2020 (archiviato dall'url originale il 2 aprile 2016).
18. ↑   San Giorgio - www.triangololariano.it, su www.triangololariano.it. URL consultato il 15 febbraio 2023.
19. ↑   Chiesa di S. Giuseppe - complesso, Via per Palanzo - Faggeto Lario (CO) – Architetture – Lombardia Beni Culturali, su lombardiabeniculturali.it. URL consultato il 22 marzo 2020.
20. ↑   Redazione, Palanzo, quattro salti nel Medioevo, su corrieredicomo.it. URL consultato il 22 marzo 2020 (archiviato dall'url originale il 22 marzo 2020).
21. ↑   Chiesa di S. Margherita - complesso, Faggeto Lario (CO) – Architetture – Lombardia Beni Culturali, su lombardiabeniculturali.it. URL consultato il 22 marzo 2020.
22. ↑   Chiesa di S. Antonio - complesso, Piazza Sant'Antonio - Faggeto Lario (CO) – Architetture – Lombardia Beni Culturali, su lombardiabeniculturali.it. URL consultato il 22 marzo 2020.
23. 1 2 3  Borghese, p. 219.
24. ↑   Chiesa di S. Ambrogio - complesso, Piazza Sant'Ambrogio - Faggeto Lario (CO) – Architetture – Lombardia Beni Culturali, su lombardiabeniculturali.it. URL consultato il 22 marzo 2020.
25. ↑   Chiesa del Soldo - complesso, Via al Soldo - Faggeto Lario (CO) – Architetture – Lombardia Beni Culturali, su lombardiabeniculturali.it. URL consultato il 22 marzo 2020.
26. ↑  Berra, pp. 109-110.
27. ↑   Torre di Palanzo - www.triangololariano.it, su triangololariano.it. URL consultato l'11 ottobre 2021.
28. ↑  Bartolini, p. 72.
29. ↑  Statistiche I.Stat ISTAT  URL consultato in data 28-12-2012.
Nota bene: il dato del 2021 si riferisce al dato del censimento permanente al 31 dicembre di quell'anno. Fonte:  Popolazione residente per territorio - serie storica, su esploradati.censimentopopolazione.istat.it.